# Bisdom Yopal
Het bisdom Yopal (Latijn: Dioecesis Yopalensis) is een rooms-katholiek bisdom met als zetel Yopal, in Colombia. Het bisdom is suffragaan aan het aartsbisdom Tunja. 

## Geschiedenis
Het bisdom werd opgericht op 29 oktober 1999, uit delen van het apostolisch vicariaat Casanare en het bisdom Duitama-Sogamoso. 

## Parochies
Het bisdom had in 2020 een oppervlakte van 17.725 km2 en telde 496.565 inwoners waarvan 81,4% rooms-katholiek was.

## Bisschoppen
- Olavio López Duque (apostolisch administrator: 29 oktober 1999 - 1 september 2001)

- Misael Vacca Ramirez (24 april 2001 - 18 april 2015)
- Edgar Aristizábal Quintero (4 mei 2017 - heden)

## Galerij van afbeeldingen

Wapen van het bisdom Yopal

Tunja (aartsbisdom) · Chiquinquirá · Duitama-Sogamoso · Garagoa · Yopal